# Fimbristylis subalata
Fimbristylis subalata är en halvgräsart som beskrevs av Johannes Hendrikus Kern. Fimbristylis subalata ingår i släktet Fimbristylis och familjen halvgräs. Inga underarter finns listade i Catalogue of Life.